# 李克恭
李克恭（？—890年），沙陀人，後唐太祖李克用的弟弟。
龍紀年間，李克恭出任決勝軍使。大順元年（890年），潞州統帥李克修逝世，李克恭代為昭義節度使。李克恭性格驕橫不法，不熟軍政。潞州人民素來喜好李克修的為人簡儉，厭惡李克恭之恣縱，又哀傷李克修因受笞而突然逝世，潞州人士皆有離心。當時李克用初定邢、洺等三州，將進攻於河朔，大肆徵兵以充軍實。潞州有後院軍的雄兵，李克恭選了五百人獻於李克用，軍使安居受愛惜其兵，所以不悅。李克恭令裨校李元審、安建、下屬馮霸部隊送行去太原，行至銅鞮縣時，馮霸劫眾謀叛，殺都將劉杲、縣令戴勞謙，聚眾三千人循山路行軍，北至沁水。李克用命令李元審統兵攻擊，與馮霸戰於沁水，李元審出師不利，帶有戰傷，所以收軍入潞州。五月十五日，李克恭接見李元審於孔目吏劉崇之府第。是日，州將安居受引兵仗攻打李克恭，因風猛而縱火，李克恭、李元審二人一同遇害，州民推安居受為留後。當初，孟方立部下安居受以澤、潞兩州民眾投奔李克用，直至孟遷以邢、洺等州郡納降，復任為牙將，安居受懼怕他向自己報復，因而叛亂，殺李克恭以巴結朱溫。安居受派人至沁水召還馮霸，馮霸並不受命。安居受大懼，立即投奔朝廷，行至長子，為野人所殺，傳首於馮霸軍中。馮霸乃引軍佔據潞州，自稱為留後，向朱溫求援。
李克用下令康君立討伐馮霸，朱溫部將葛從周到來援助馮霸。當年九月，李存孝急攻潞州，朱溫軍隊當夜逃遁，俘獲馮霸等繼而誅殺，李克用乃以康君立為昭義節度使守備潞州。

## 延伸阅读
[在维基数据编辑]
 《舊五代史·卷50》，出自薛居正《舊五代史》
 《新五代史·卷14》，出自歐陽修《新五代史》